# فلورنتینا موسورا
فلورنتینا موسورا (رومانیایی: Florentina Mosora؛ ۷ ژانویه ۱۹۴۰ – ۲ فوریه ۱۹۹۶) دانشمند در زمینه بیوفیزیک و بازیگر زن اهل رومانی-بلغارستان بود.